# Pintura do Século de Ouro dos Países Baixos

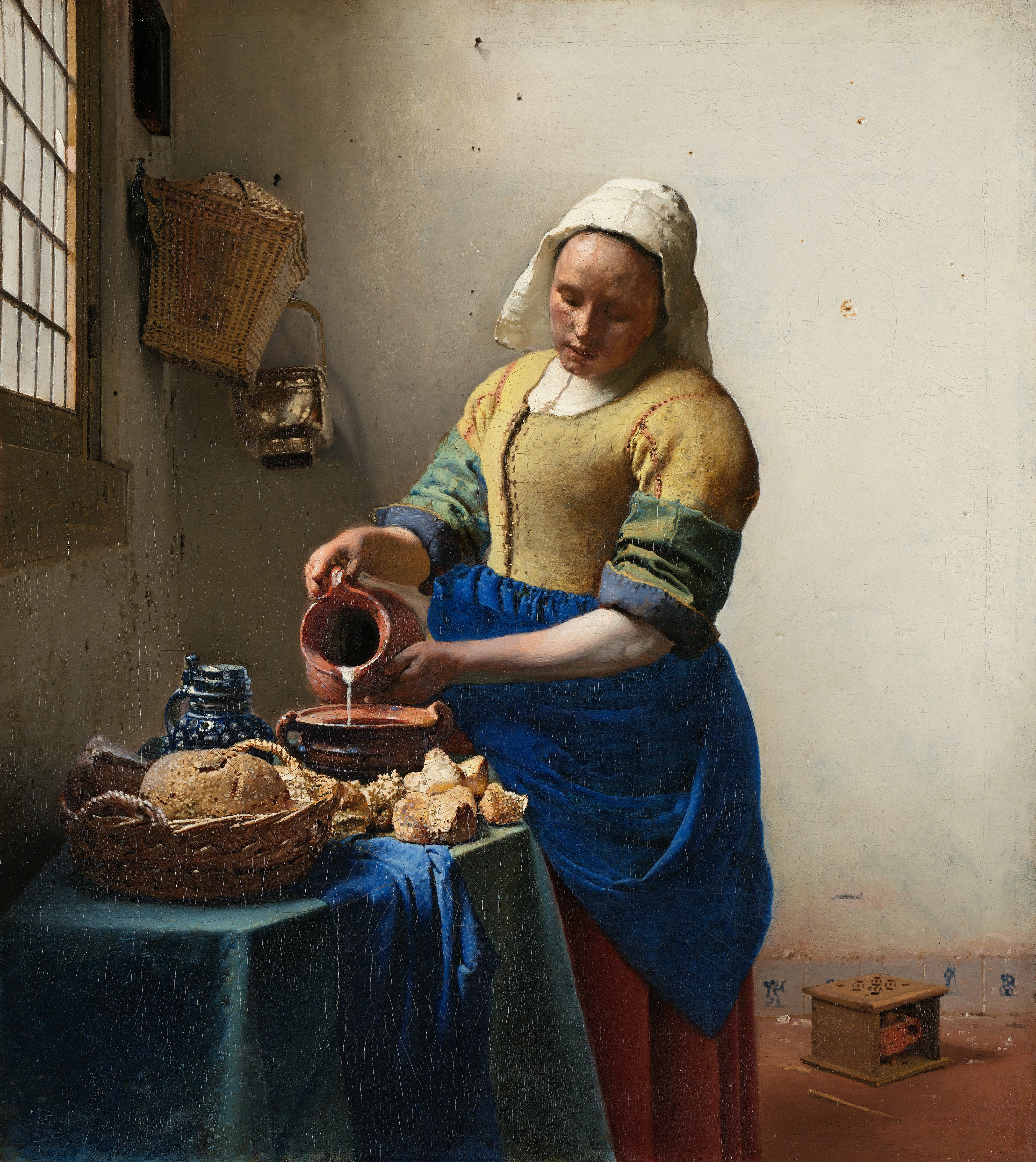
A Leiteira, Johannes Vermeer, (1658–1660)

A Pintura do Século de Ouro dos Países Baixos compreende um período chamado Século de Ouro dos Países Baixos, que geralmente engloba o século XVII. A nova República das Sete Províncias Unidas dos Países Baixos era a nação mais próspera da Europa e  dominaram o comércio, a arte e a ciência do continente. As províncias que formaram esse novo estado eram centros artísticos menos importantes que as cidades de Flandres, mas as convulsões e migrações de populações devido à Guerra dos Oitenta Anos, bem como a ruptura com as tradições culturais monárquicas e católicas, fizeram com que a arte holandesa precisasse se reinventar completamente, tarefa que realizou com sucesso.
Embora a pintura da Idade de Ouro holandesa fosse contemporânea da pintura do Barroco flamengo e compartilhasse muitas de suas características, ela era amplamente desprovida da idealização e do amor pelo esplendor típicos da arte barroca, que inclui a pintura flamenga de Peter Paul Rubens, Anthony van Dyck e Jacob Jordaens. A maioria das obras holandesas deste período são uma continuação da tradição realista herdada da Pintura flamenga (séculos XV e XVI). Uma característica distintiva desse período é a proliferação de vários gêneros de pintura, com a maioria dos artistas se especializando em um gênero específico. O período entre o final da década de 1620 e a invasão francesa de 1672 é considerado o auge da Era de Ouro da pintura neerlandesa.

## Diferentes Tipos de Pintura

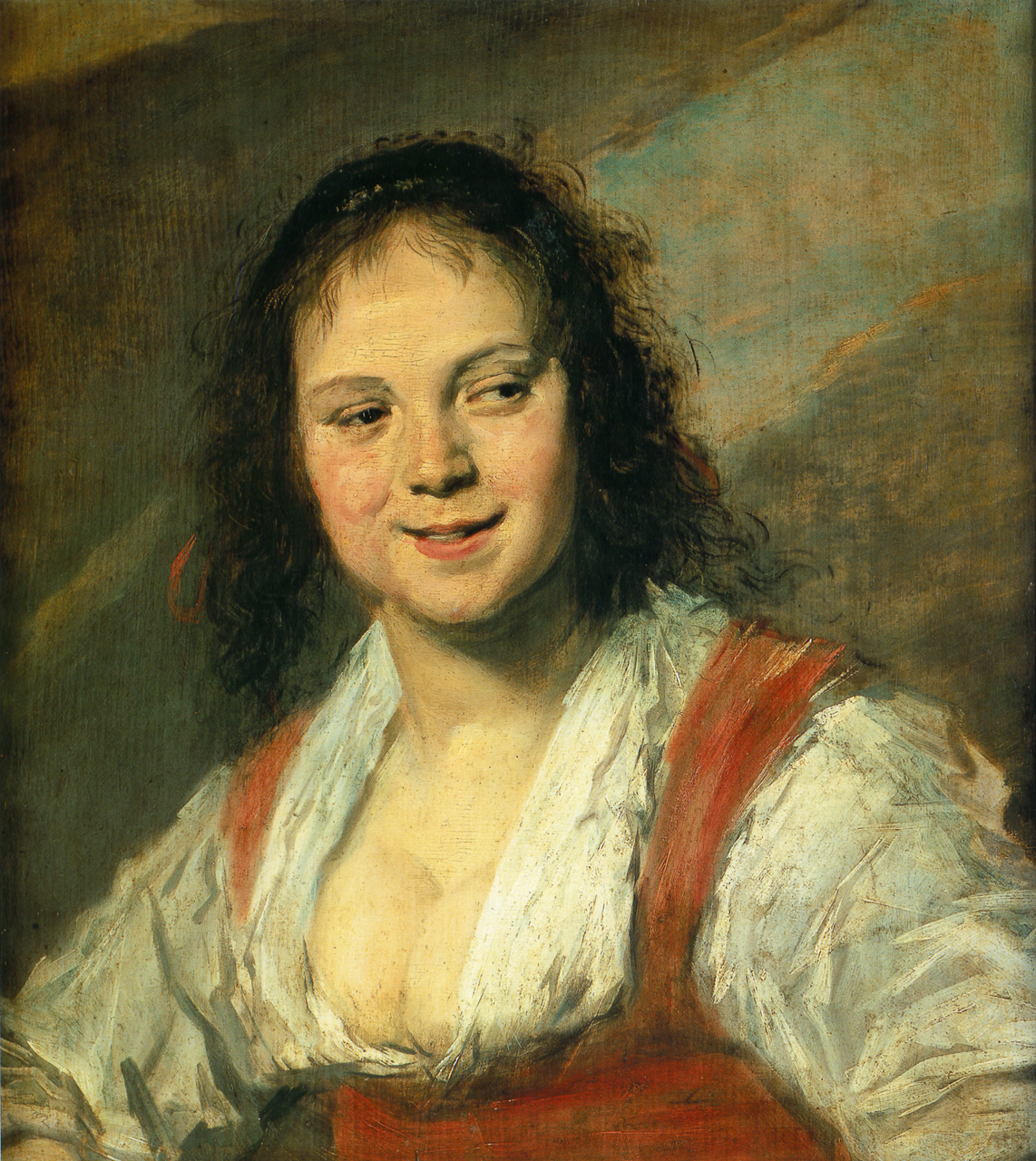
O Cigano (v. 1628/1630), um tronie de Frans Hals.

Uma das características marcantes deste período, em comparação ao período anterior, é o pequeno número de pinturas religiosas. De fato, o calvinismo holandês proibia pinturas religiosas em igrejas e, embora temas bíblicos fossem tolerados em edifícios privados, muito poucos eram produzidos. Os outros gêneros tradicionais de pintura histórica e retrato estão presentes, mas a Era de Ouro Holandesa é mais notável por sua enorme variedade em outros gêneros, que são subdivididos em muitas categorias específicas, como cenas da vida camponesa, vistas de cidades, paisagens com animais, cenas de batalhas marítimas e naturezas-mortas de vários tipos. O desenvolvimento da maioria desses gêneros de pintura foi decisivamente influenciado por artistas holandeses do século XVII.
A Hierarquia dos gêneros na pintura, segundo a qual alguns tipos de pinturas são considerados mais prestigiosos do que outros, levou vários pintores a quererem produzir pinturas históricas. No entanto, essas pinturas foram as mais difíceis de vender, até mesmo Rembrandt passou por isso. Muitos pintores foram, portanto, forçados a produzir retratos ou cenas de gênero, que vendiam mais facilmente. Em ordem decrescente de status, as categorias nesta hierarquia eram:
- pintura histórica, incluindo alegorias e pintura religiosa
- o retrato, incluindo o tronie
- pintura de gênero ou cenas da vida cotidiana
- paisagens, incluindo marinhas, pinturas de animais, cenas de batalha, vistas de cidades e ruínas
- natureza-morta

Os pintores holandeses da Idade de Ouro concentraram-se principalmente nas categorias menos prestigiosas, sem rejeitar o conceito de hierarquia. A maioria das telas tem dimensões relativamente modestas, sendo os retratos de grupo o único tipo de pintura em grande escala. O Muralismo é quase inexistente porque, quando o espaço de parede de um edifício público requer decoração, geralmente é usada uma tela emoldurada adequada. Para maior precisão em superfícies duras, muitos artistas continuaram a usar painéis de madeira, mesmo depois que o resto da Europa Ocidental os abandonou, enquanto outros usaram placas de cobre, principalmente placas de reciclagem usadas para impressões. O número de telas da Era de Ouro Holandesa foi significativamente reduzido pelos pintores dos séculos posteriores, que usaram muitas delas para fazer suas próprias pinturas, pois eram mais baratas do que uma tela e moldura novas. Existem muito poucas esculturas feitas durante esse período, elas são encontradas principalmente em monumentos funerários e edifícios públicos, já que prataria e cerâmica eram preferidas como decoração para casas particulares. Azulejos decorados de Delftware são baratos e muito comuns, embora raramente sejam de muito boa qualidade e, com exceção desta, os maiores esforços dos artistas holandeses são produzidos nas áreas de pintura e gravura.

### Pintura Histórica
Compreendia não apenas a representação de eventos históricos, mas também de cenas bíblicas, mitológicas, alegóricas e literárias, sem com realismo. Os pintores do Caravagismo de Utrecht produziram obras históricas com influências italianas utilizando a técnica do chiaroscuro.  